# Jennifer Hawkins

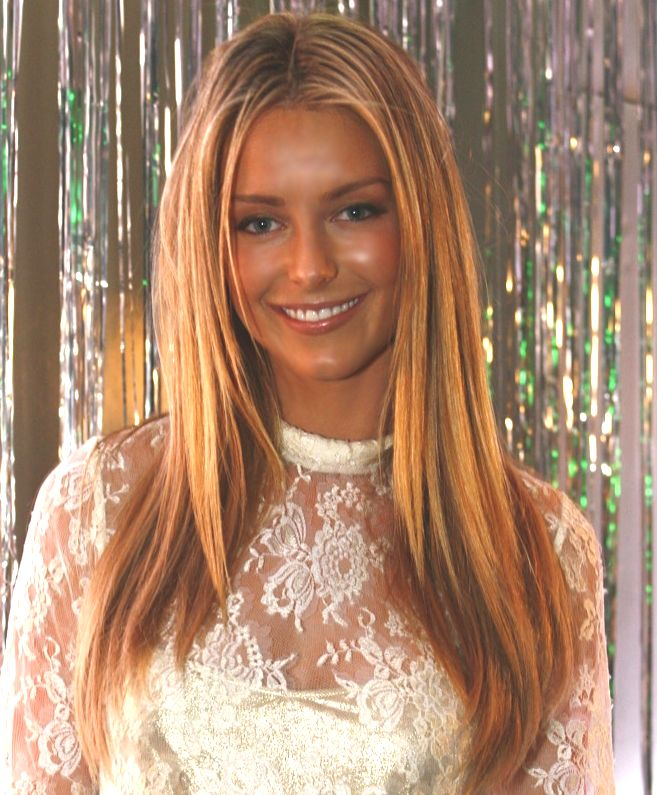
Jennifer Hawkins

Jennifer Hawkins, född 22 december 1983 i Holmesville, New South Wales, Australien, är en australisk skönhetsdrottning, fotomodell och TV-presentatör i bland annat Getaway. Hon utsågs till Miss Universum 2004.